# Tania Morales Olvera
Tania Morales Olvera es una activista, abogada e historiadora de arte, feminista mexicana, fundadora y directora de la Asociación por las Infancias Transgénero A.C., enfocada en la defensa, protección y promoción de los derechos de las infancias y adolescencias trans y no binarias.

## Trayectoria
Estudió la carrera de derecho y ejerció como abogada enfocada a la defensa de los derechos humanos de los 18 a los 25 años. Estudió una Maestría en Historia del Arte y trabajó en el medio de la cultura hasta que, en el 2017, retomó la abogacía apoyar el proceso del reconocimiento de identidad de género de su hijo, mismo año en el que funda la Asociación por las Infancias Transgénero A.C. 
Es consejera de la Red por la Igualdad de Género y Presidenta de la Asamblea Consultiva del Consejo para Prevenir y Eliminar la Discriminación de la Ciudad de México.
En sus seis años al frente de la Asociación para las Infancias Transgénero A.C., hs acompañado procesos federales, estatales, administrativos, legislativos y judiciales para asegurar el derecho a la identidad de niñas, niños, niñes y adolescentes trans y no binaries.

## Logros
Obtuvo el primer amparo que otorga la justicia federal en México a una persona menor de 18 años para evitar un juicio patologizante y obtener su acta de nacimiento mediante un procedimiento administrativo.
En 2023, diseñó el primer protocolo de actuación para escuelas con Infancias y Adolescencias Trans y No Binarias y acompaña a familias y colegios para su aplicación. Impulsó la participación de infancias y adolescencias trans y no binarias en consultas efectuadas por instituciones federales y estatales para la generación de políticas públicas para su protección. Coordinó "SumaTe, Infancias Trans en México", la primera publicación que aborda la situación de los derechos humanos de primera y segunda generación de NNNA trans en México, así como la propuesta social y comunitaria para sus familiasy "Escuela: Des/arrollo de personas" Situación de la Educación en México a a través de una mirada intersecciones.
Además, coordinó y dirigió el cortometraje animado La T en Corto(2020), el cual explica la vivencia de una infancia trans y el proceso de la familia que le acompaña. El cortometraje incluye personajes que representan las luchas feministas interseccionales, como la interrupción legal del embarazo, la lucha contra el racismo y la gordofobia.
Participó en el Primer Parlamento de Mujeres de la Ciudad de México en el 2018, donde logró la aprobación de la iniciativa de ley con perspectiva de género, que permitía que las personas menores de 18 años pudieran tener acceso al reconocimiento de su identidad de género en el acta de nacimiento, a través de un trámite administrativo, logrando que no se exigiera como requisito que a las madres se les impusiera un juicio de patria potestad previo en el caso de la  ausencia del padre.
Ha participado en eventos como: El derecho a la identidad de niñas, niños y adolescentes trans organizado por el Poder Judicial de la Ciudad de México, La X Conferencia Nacional de Procuradoras y Procuradores de Niñas, Niños y Adolescentes en el estado de Sonora, en la charla Infancias trans: edad identidad de género y desigualdades sociales organizado por la UNAM

## Publicaciones
EL RECONOCIMIENTO A LA IDENTIDAD EN NIÑAS, NIÑOS, NIÑES Y ADOLESCENTES TRANSGÉNERO EN MÉXICO: UN DERECHO HUMANO PENDIENTE
DERECHO A LA IDENTIDAD DE GÉNERO EN NIÑAS, NIÑOS, NIÑES Y ADOLESCENTES EN LA REGIÓN LATINOAMERICANA Y SU EFECTO EN EL ACCESO A LOS DERECHOS SOCIALES, CULTURALES Y ECONÓMICOS
MODELOS FANTASMA: LA AUSENCIA DE LAS IDENTIDADES DE GÉNERO NO NORMATIVAS EN EL SISTEMA EDUCATIVO MEXICANO. En el libro Violencia Escolar contra estudiantes LGBT en México.